# Boeing Condor
Boeing Condor — экспериментальный разведывательный БПЛА. Был построен корпорацией Боинг в конце 1980-х.
Компания называет его первым полностью автоматизированным беспилотным самолётом, способным в автономном режиме выполнить взлёт, полёт по заданному маршруту и посадку. «Кондор» больше, чем Boeing 747 и Boeing B-52 по размаху крыла, он является самым большим из когда-либо построенных БПЛА. Максимальная скорость 370 км/ч (230 миль/час), продолжительность полёта около 80 часов.